# 索恩港
索恩港（法語：Port-sur-Saône，法語發音：[pɔʁ syʁ soːn]），法国东北部城市，勃艮第-弗朗什-孔泰大区上索恩省的一个市镇，隶属于沃苏勒区，其市镇面积为24.6平方公里，2022年1月1日时人口数量为2,966人，是该省人口第十多的市镇，在法国城市中排名第3,710位。
索恩港位于上索恩省中西部，是一个区域性的中心城市，法国国道N19线以及巴黎－米卢斯铁路在此跨越索恩河。索恩港因奶制品加工而闻名，Euroserum是法国东部重要的奶制品供应商。

## 地名来源

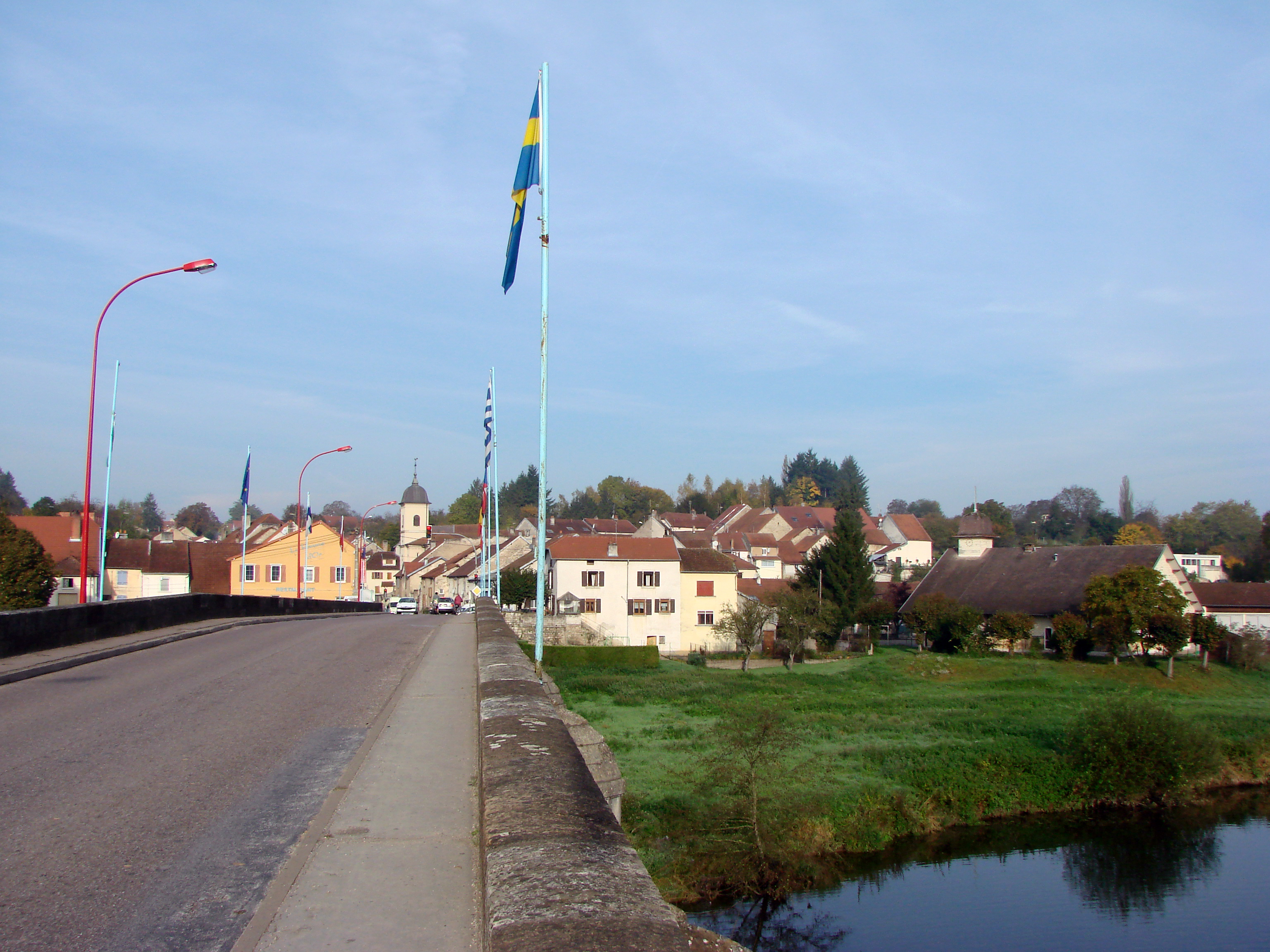
索恩港索恩河大桥

索恩港最初以的形式被圣于尔班主教记载。而根据法国历史学家弗朗索瓦-尼古拉-欧仁·德罗兹先生（François-Nicolas-Eugène Droz）的论述，“港”一名来源于拉丁语，意为“外来者之城”，与现代法语单词并无直接关联。

## 历史
索恩港因索恩河而发展，高卢-罗马时期已成为一个重要的渡口，中世纪初期勃艮第人在此建立波尔伯国，索恩港为首府，后首府迁至沃苏勒，成为勃艮第王国的一部分。中世纪中后期，索恩港被一分为二，被两个不同的领主管理。法国大革命后，索恩港成为上索恩省的一个市镇，工业革命期间，巴黎－米卢斯铁路由此通过并设有车站，二战后关闭。

## 地理

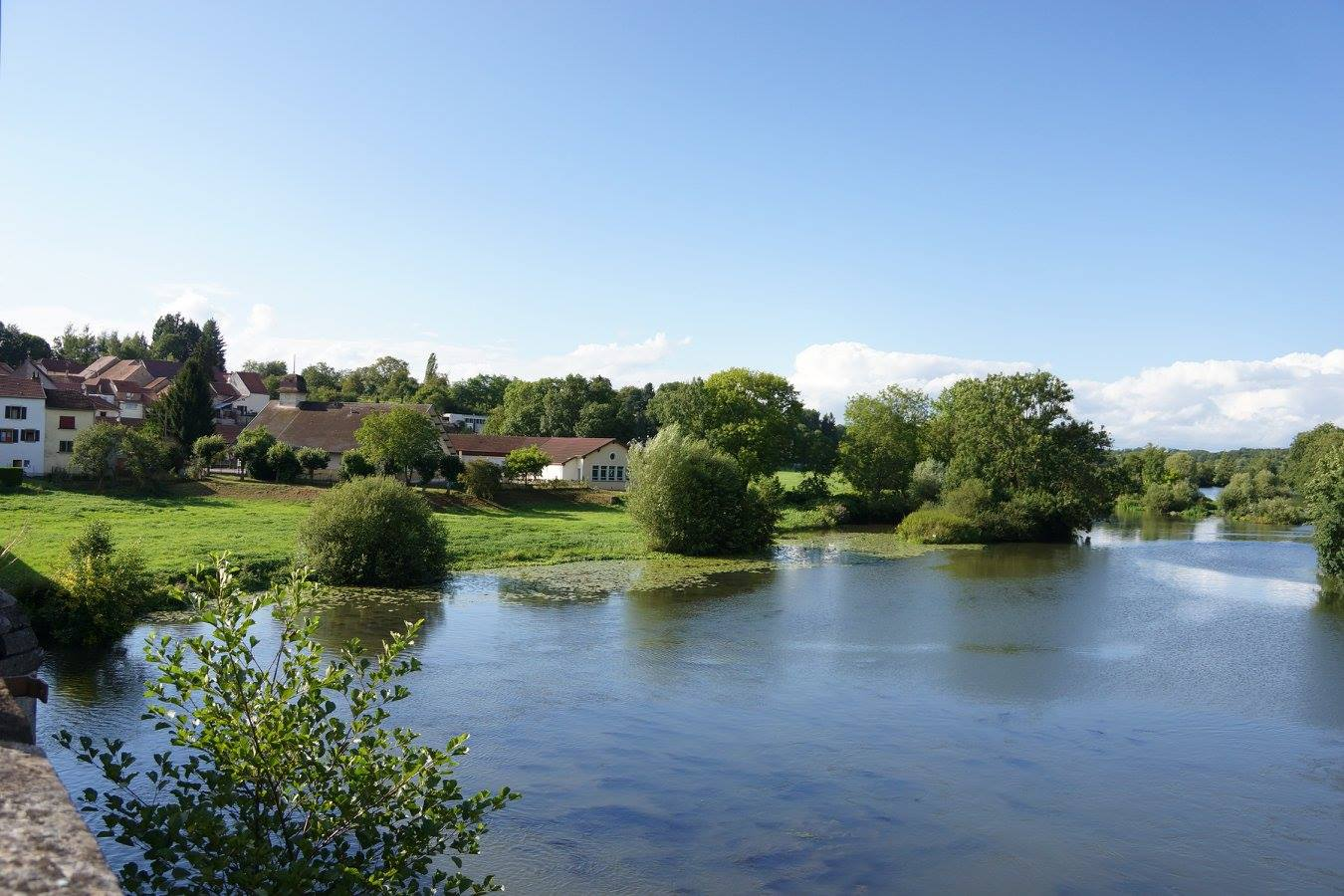
索恩河索恩港段

索恩港位于法国东北部，勃艮第-弗朗什-孔泰大区东部偏北和上索恩省中西部，距离省会沃苏勒大约14公里。与索恩港接壤的市镇包括：孔夫朗代、布尼翁、费里耶尔莱塞、格拉特里、索恩河畔塞和圣阿尔班、锡村、沃舒。

### 地形
索恩港位于朗格勒高原东部延伸地带，境内以浅丘为主，全境海拔在206到337米之间。

### 水文
索恩河干流自北向南流经境内，其沿岸开辟有人工水道，供小型船只停靠。

### 植被
索恩港属于温带落叶林区，河流两岸及近郊有大片的天然林地。

### 气候
索恩港在柯本气候分类法中属于温带海洋性气候。

## 行政区划
索恩港是法国勃艮第-弗朗什-孔泰大区上索恩省的一个市镇，编号为70421。索恩港隶属于沃苏勒区，管理索恩港县，同时也是索恩土地市镇公共社区的办公驻地。
法国国家统计与经济研究所（简称）在进行数据统计时，将索恩港单独设为索恩港城市核心区，并将包括核心区在内的周边共111个市镇划为沃苏勒城市区。同时，还将索恩港市镇整体划为一个“块区”（IRIS），以便于统计人口分布情况。

## 交通

### 公路
法国国道N19线和多条上索恩省省道在索恩港境内交汇，其中北环城过境线（rocade）以及锡科特高架桥预计2021年3月建成使用，届时途径索恩港的车辆将不再驶入市中心区域。此外勃艮第-弗朗什-孔泰大区下属的城际客运提供巴士线路，可前往省会沃苏勒。
2017年，77.5%的索恩港家庭拥有至少一辆的私人汽车。2018年，索恩港境内共发生各类交通事故3起，造成2人遇难，6人受伤。

### 铁路
索恩港位于巴黎－米卢斯铁路上，其对应的索恩港火车站（Gare de Port-sur-Saône）已关闭，距离索恩港站最近的运营中的铁路客运车站为沃苏勒站。

### 航空
距离索恩港最近的民用航空站为多勒机场，距离索恩港市中心的公路里程约98公里。

### 城市公共交通
索恩港暂无城市公共交通系统。

## 政治

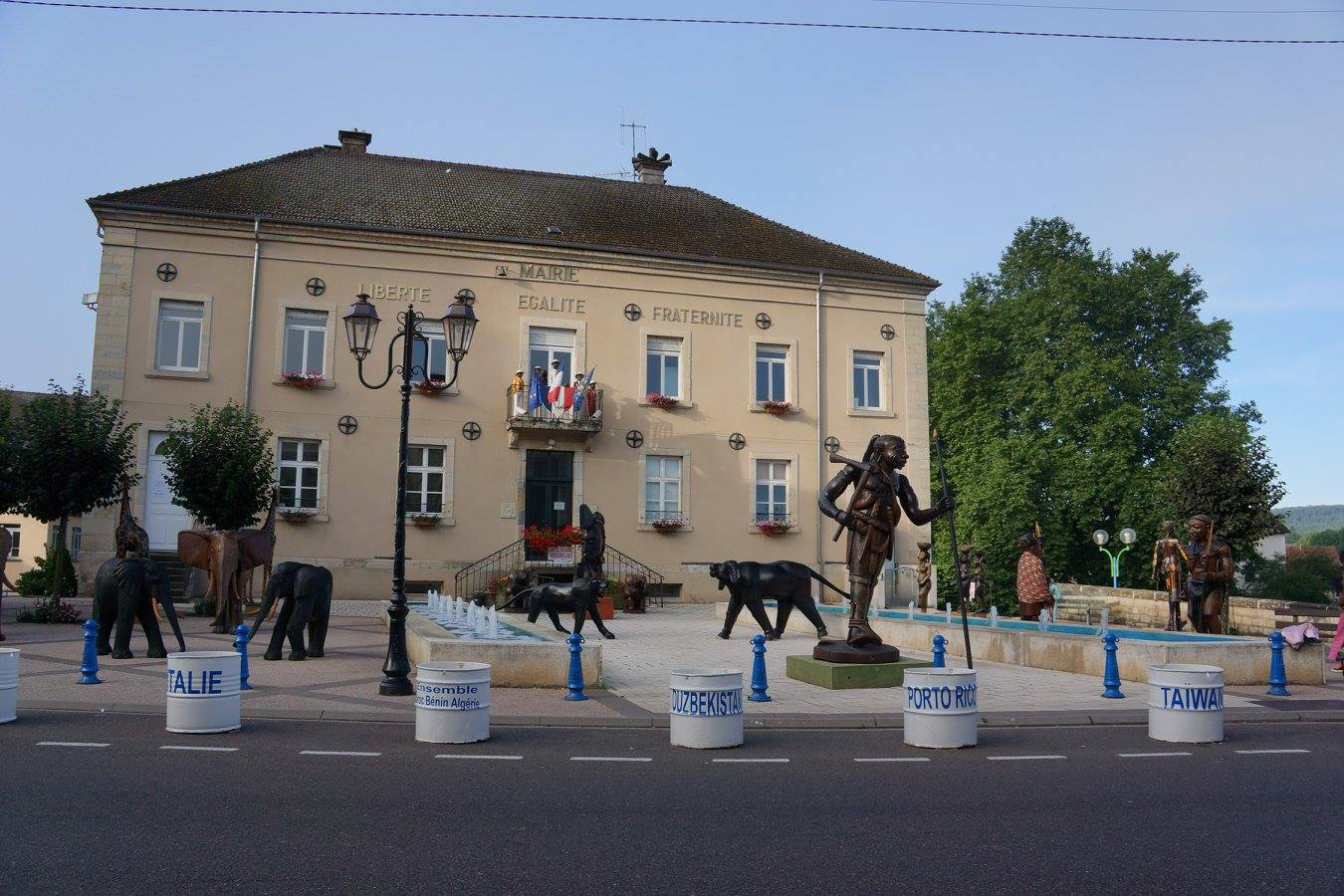
索恩港市政厅

索恩港的现任市长为让·佩普先生（Jean Pepe），他是一名无党派人士，在2020年的市政选举中获得了51.69%的支持率。
在2017年的法国总统大选中，法国民族阵线主席玛丽娜·勒庞在索恩港获得了52.82%的支持率。

## 人口
2017年，索恩港市镇人口数量为2,971，在法国排名第3,710位。其中男性1,449人，女性1,522人，75岁及以上人口占8.2%，外籍人口数量为580人，人口密度为121人/平方公里，当地居民被称为（男性）或（女性）。2018年，索恩港境内出生26人，死亡人口27人。
| 年份   | 1936  | 1946  | 1954  | 1962  | 1968  | 1975  | 1982  | 1990  | 1999  | 2006  | 2007  | 2008  | 2013  | 2017  |
| ------ | ----- | ----- | ----- | ----- | ----- | ----- | ----- | ----- | ----- | ----- | ----- | ----- | ----- | ----- |
| 人口數 | 1,667 | 1,691 | 1,883 | 1,725 | 2,056 | 2,482 | 2,642 | 2,521 | 2,773 | 2,927 | 2,948 | 2,969 | 3,041 | 2,971 |

## 经济

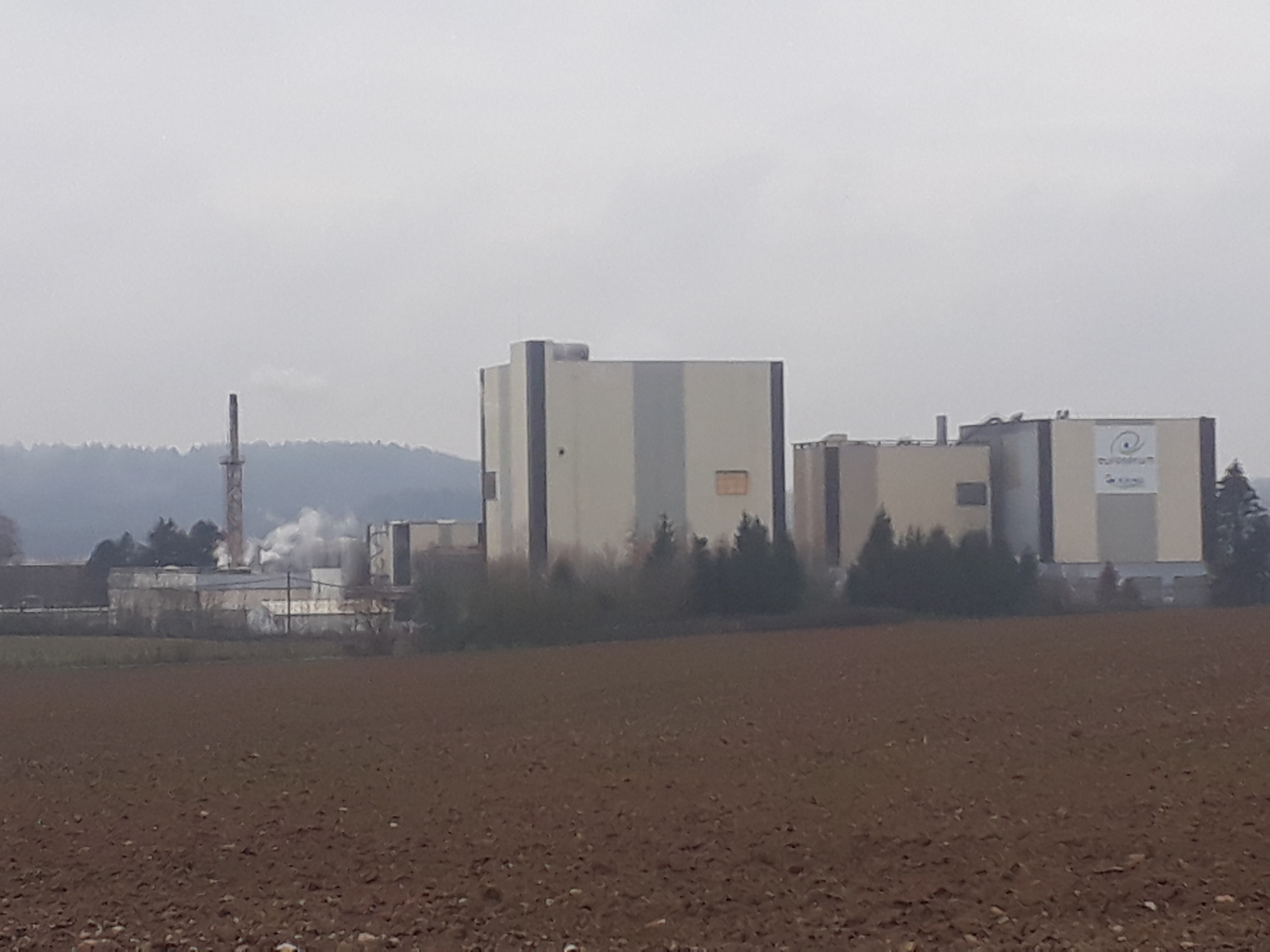
Euroserum厂房

索恩港是一个区域性的中心城市，当地共有各类用人单位349家，平均历史为17年，其中98.22%为中小型企业（PME）。Euroserum（奶制品）和（城际货运）是当地2019年营业额最高的两个企业，分别为415,160,080欧元和10,932,680欧元。

## 财政收入
2018年，索恩港的财政收入总额为1,983,850欧元，财政支出总额为1,782,840欧元，当年的债务总额为2,737,690欧元。
2015年，索恩港的人均收入总额为2,376欧元，其中高职人员为3,376欧元，普通职员为1,765欧元。
2017年，索恩港境内的青壮年（15至64岁）失业率为11.3%，当地48.1%的家庭拥有纳税资格。

## 社会事务

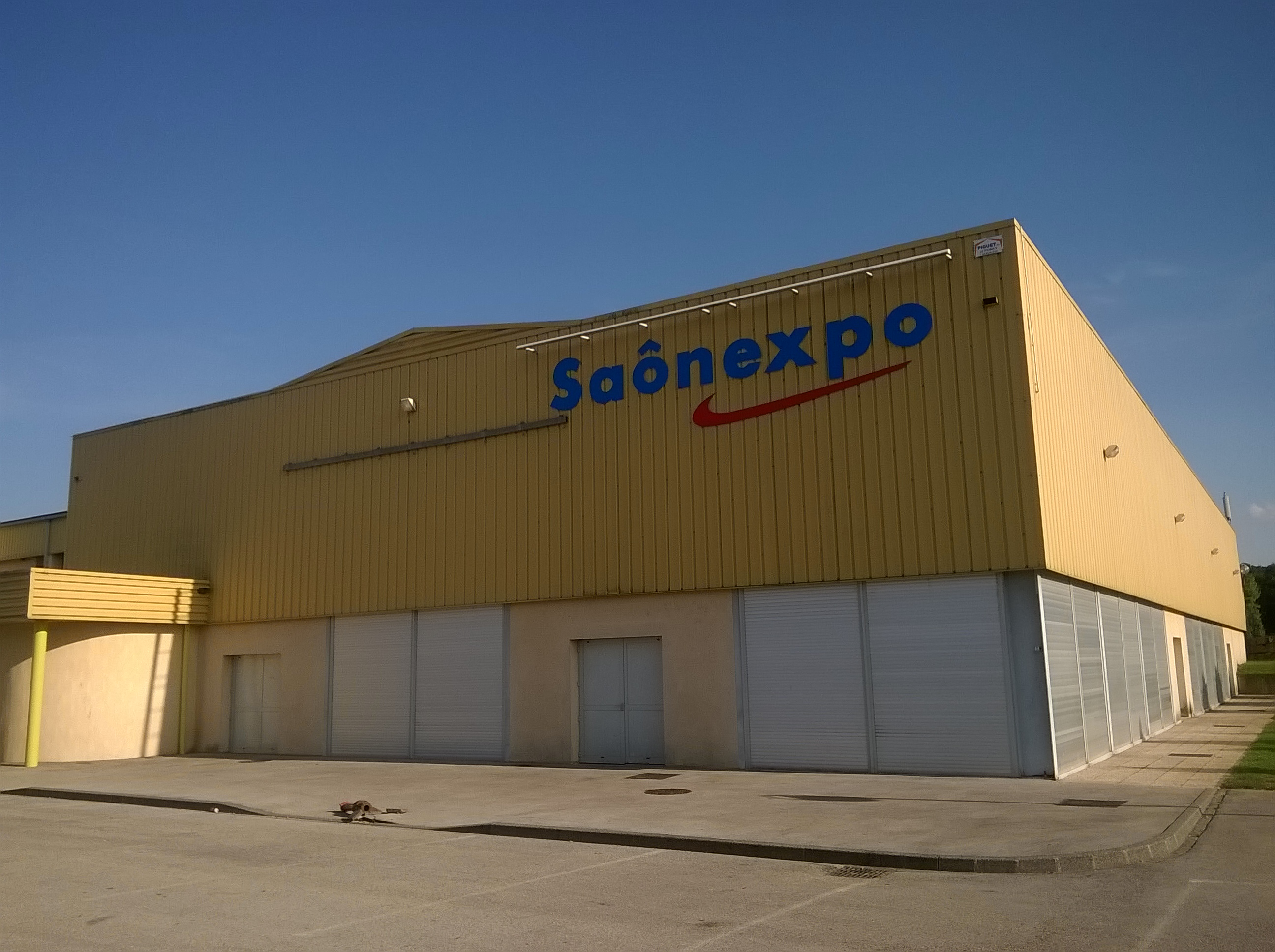
索恩港会展中心

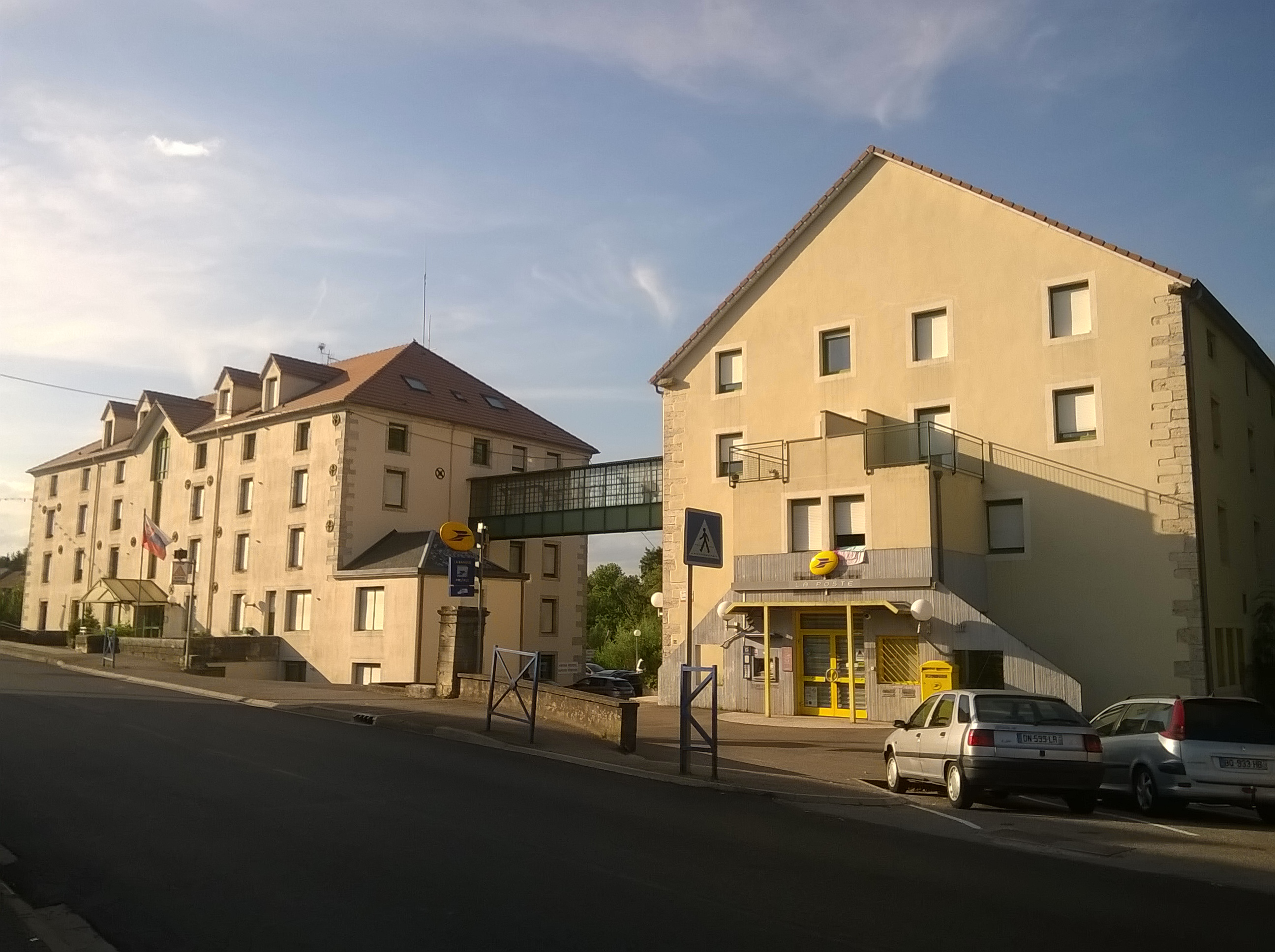
索恩港邮政大楼

### 教育
索恩港属于贝桑松学区。截止2019年1月1日，索恩港境内共有2所小学。

### 医疗
截止2019年1月1日，索恩港境内共有全科医生5名、保健师6名、牙医1名和护士5名。境内有药房1家。
索恩港属于沃苏勒中心医院的服务范围，后者是法国的一个区域性医疗机构，其主病区位于沃苏勒，距离索恩港市区大约15公里，设有床位327个，是这一地区规模最大的公立综合性医院。

### 住房
2017年，索恩港境内共有各类住房1,590套，其中87.2%为独立式居民区，2.8%为集中式居民区。常住房屋占索恩港市镇范围内居民建筑总量的87.2%。

### 商业
2018年，索恩港境内共有各类实体商铺68家，其中餐厅7家、大型超市1家、面包房2家、肉铺1家、装饰品店1家、银行门店2家、美容美发店3家、汽车维修店8家。

### 体育
2019年，索恩港境内共有1家游泳池、1间体育馆、1座综合体育场、5处网球场、1处马术场、1处足球或橄榄球场以及1处篮球或排球场。
索恩港体育俱乐部（RC Saônois）是当地的一支足球队，2020至2021赛季参加上索恩省足球联赛。

### 环境
索恩港的环境事务由其所属的公共社区负责。2018年，索恩港境内暂无污染企业。

### 治安
2018年，索恩港市镇范围内有1处宪兵队。
2014年，索恩港及附近地区共发生各类案件3,029起，其中盗窃类案件1,799起，经济类案件363起，毒品交易类案件81起。

## 文化
2019年，索恩港境内暂无任何文化设施。

### 建筑
索恩港境内有多处法国国家文物保护单位，其中索恩港圣艾蒂安教堂、教堂等为当地的代表性建筑物。

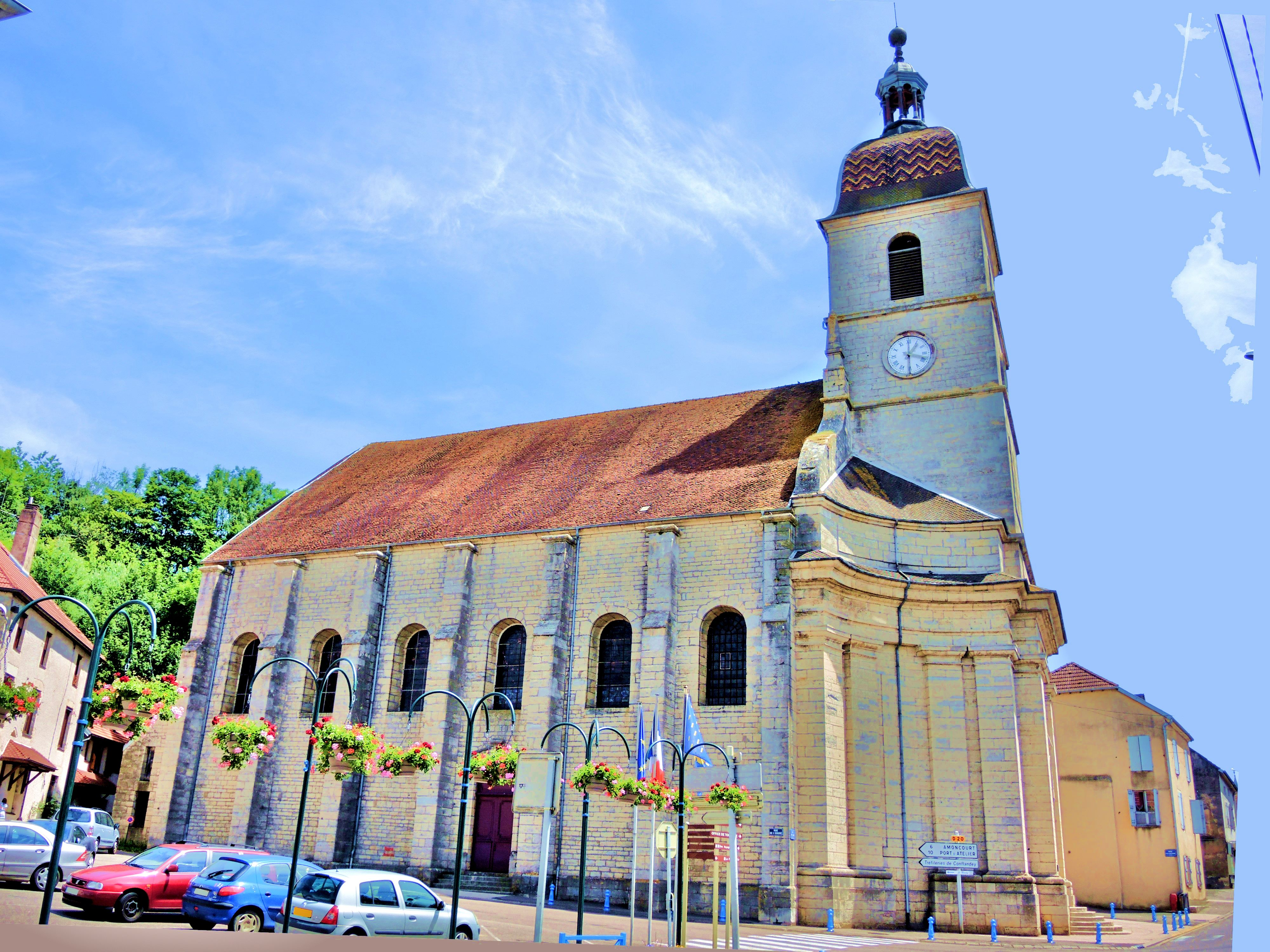
圣艾蒂安教堂
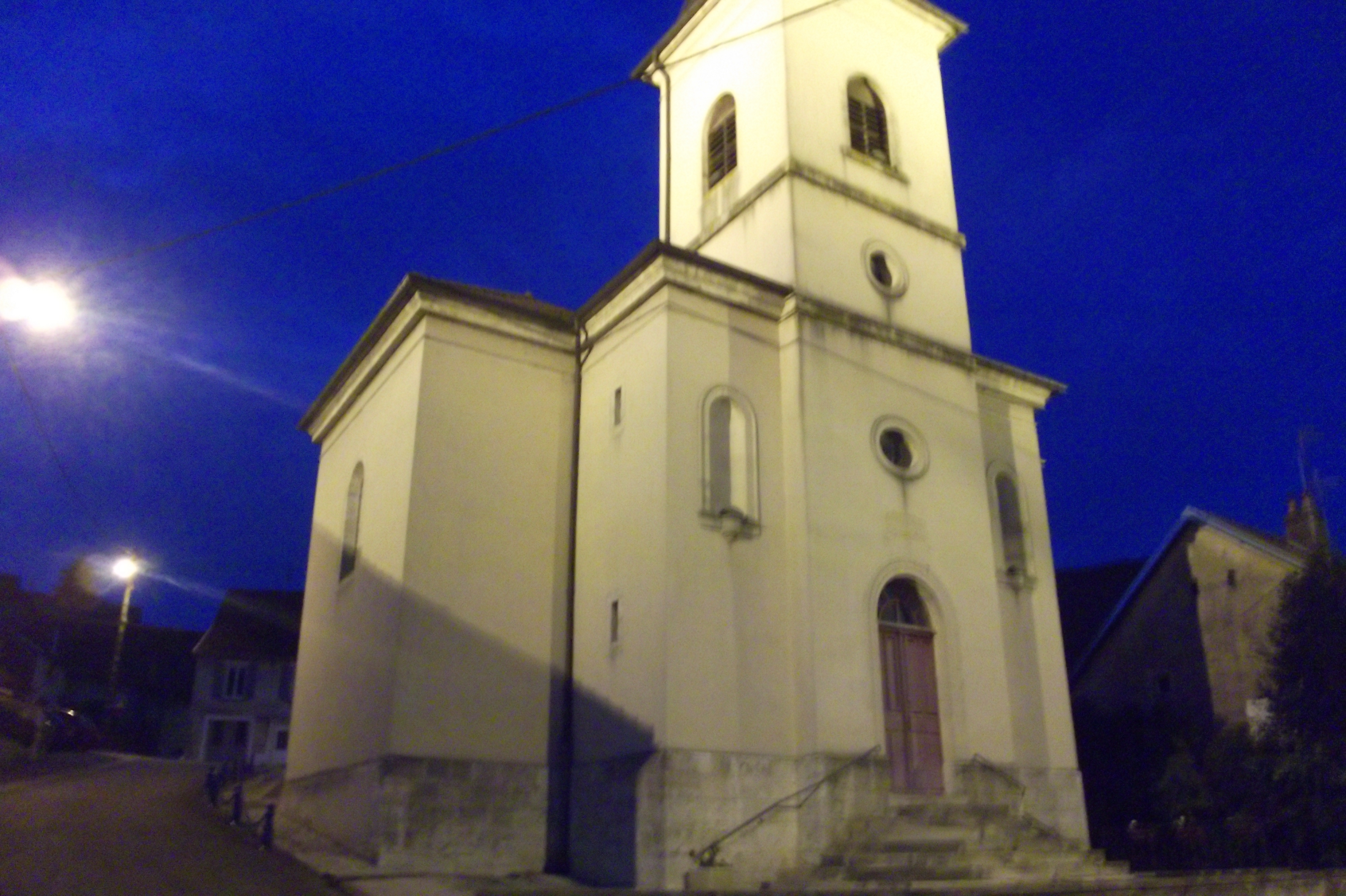
圣瓦莱尔小教堂
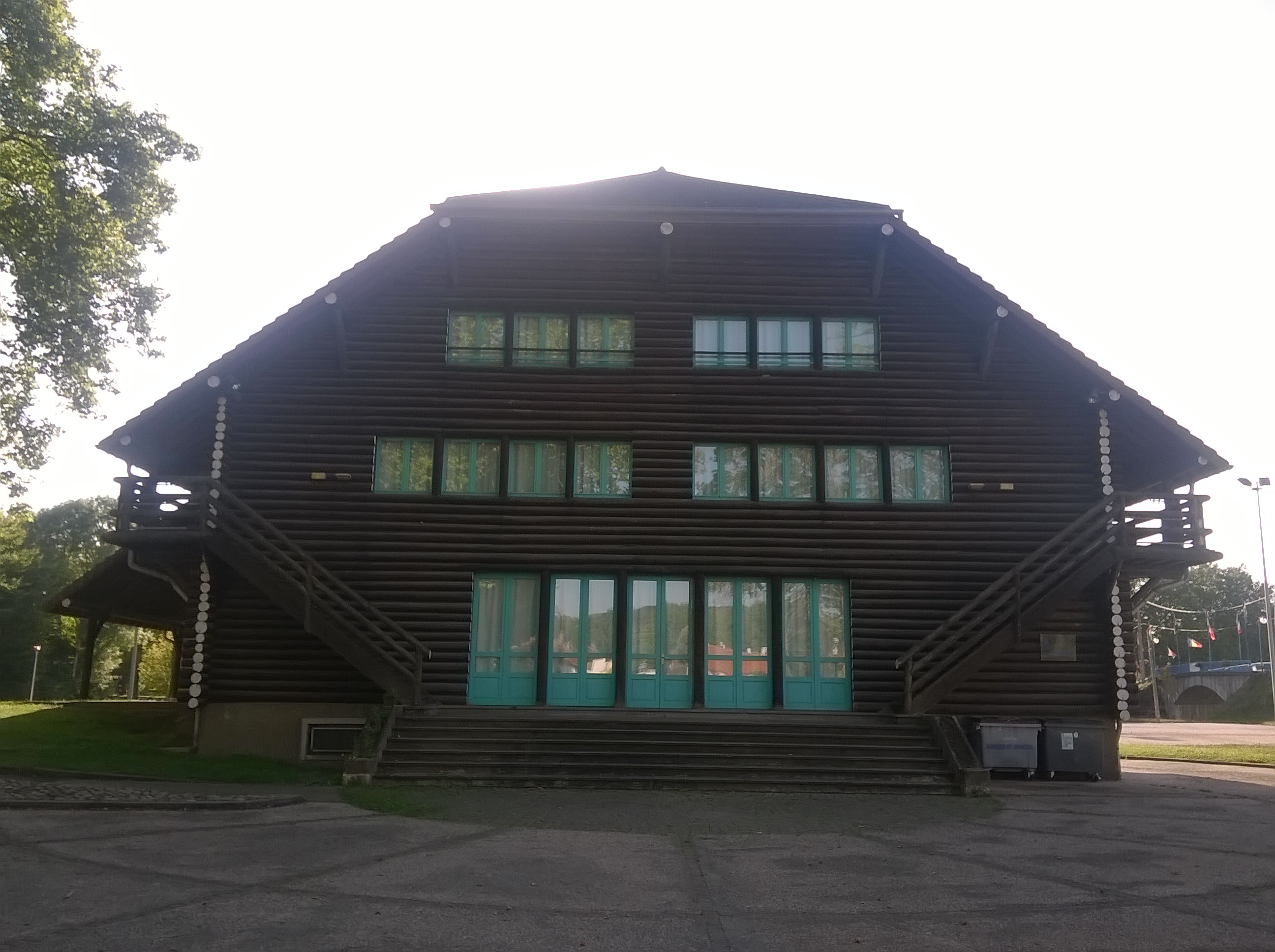
青年旅社
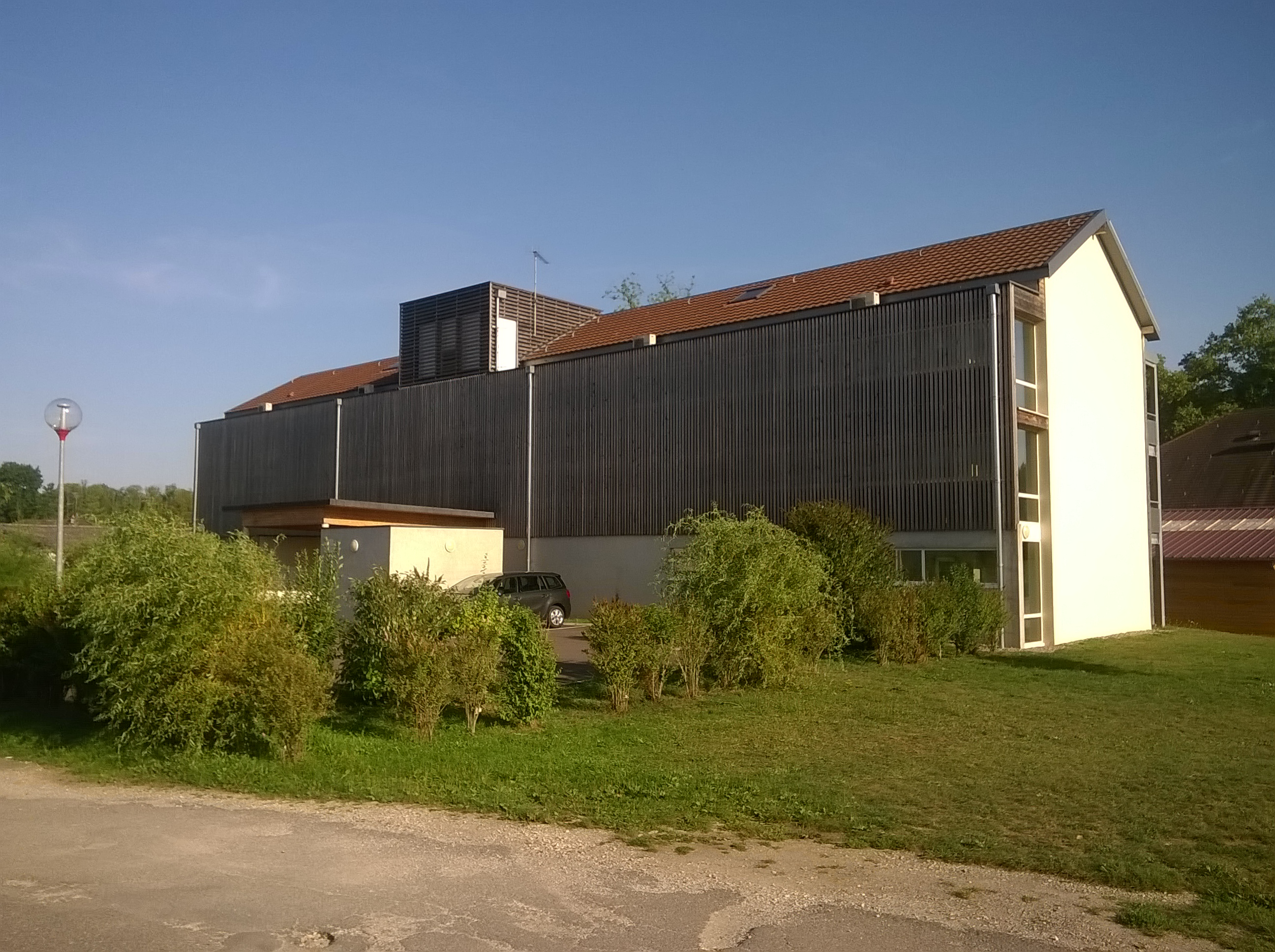
索恩港的一处公寓楼

### 旅游
索恩港的旅游事务由其所属的公共社区负责。2020年，索恩港境内有1个露营地，可容纳共109辆露营车。

### 媒体
法国主要的媒体均可在索恩港接收，法国电视三台下属的勃艮第-弗朗什-孔泰大区频道在部分时段播出索恩港所属区域的地方新闻。

## 友好城市
截至2021年1月，索恩港暂未建立任何友好城市关系。